# Satang Jow
 (mai 2023).
Pour les articles homonymes, voir Jow.
Ajaaratou Satang Jow est une femme politique gambienne. Elle est ancienne ministre de Yahya Jammeh.

## Biographie

### Enfance et formations
Satang Jow est née le 31 août 1943 à Banjul. Après son cursus scolaire à la St. Joseph's High School, à la Gambia High School et au Fourah Bay College (Sierra Leone), elle poursuit ses études à l'université de Sierra Leone et y obtient une licence en 1966. Elle étudie par la suite à l'Institute of Education de l'université de Londres et à l'université de Pittsburgh.

### Carrière
Satang Jow est une éducatrice respectée dans son pays. Elle travaille comme enseignante elle devient en 1989 directrice d'école. Elle a été la deuxième femme directrice du lycée de Gambie depuis sa fondation en 1959, et est une défenseure internationale de l'éducation des filles et des femmes dans les pays islamiques,.
Après le coup d'État militaire de 1994, elle est nommée secrétaire d'État à l'éducation par le Conseil provisoire de gouvernement des forces armées, sous la direction de Yahya Jammeh. En 1995, elle passe au portefeuille de la jeunesse, des sports et de la culture (secrétaire d'État à la jeunesse, aux sports et à la culture), succédant à Aminah Faal-Sonko, mais se voit restituer le portefeuille de l'éducation en 1997. Pendant son mandat, l'université de Gambie est créée et ouverte. Elle a démissionné de son poste de ministre en 1998 pour des raisons de santé,,,.
Elle a été membre du comité du Gambian West African Examination Council et a également fait partie pendant plusieurs années du panel qui distribue les bourses nationales. Mme Jow est membre de la Conférence des directeurs de lycées gambiens et est la première présidente de la section gambienne du Forum des éducatrices africaines (FAWE). En tant que commissaire, elle a siégé à la Commission vérité et réconciliation de la Sierra Leone entre mai 2002 et avril 2004.